# Museu Nacional d'Etnografia de Nampula
El Museu Nacional d'Etnografia de Nampula (en portuguès: Museu Nacional de Etnografia de Nampula) és l'únic museu nacional de Moçambic que no està localitzat a Maputo.

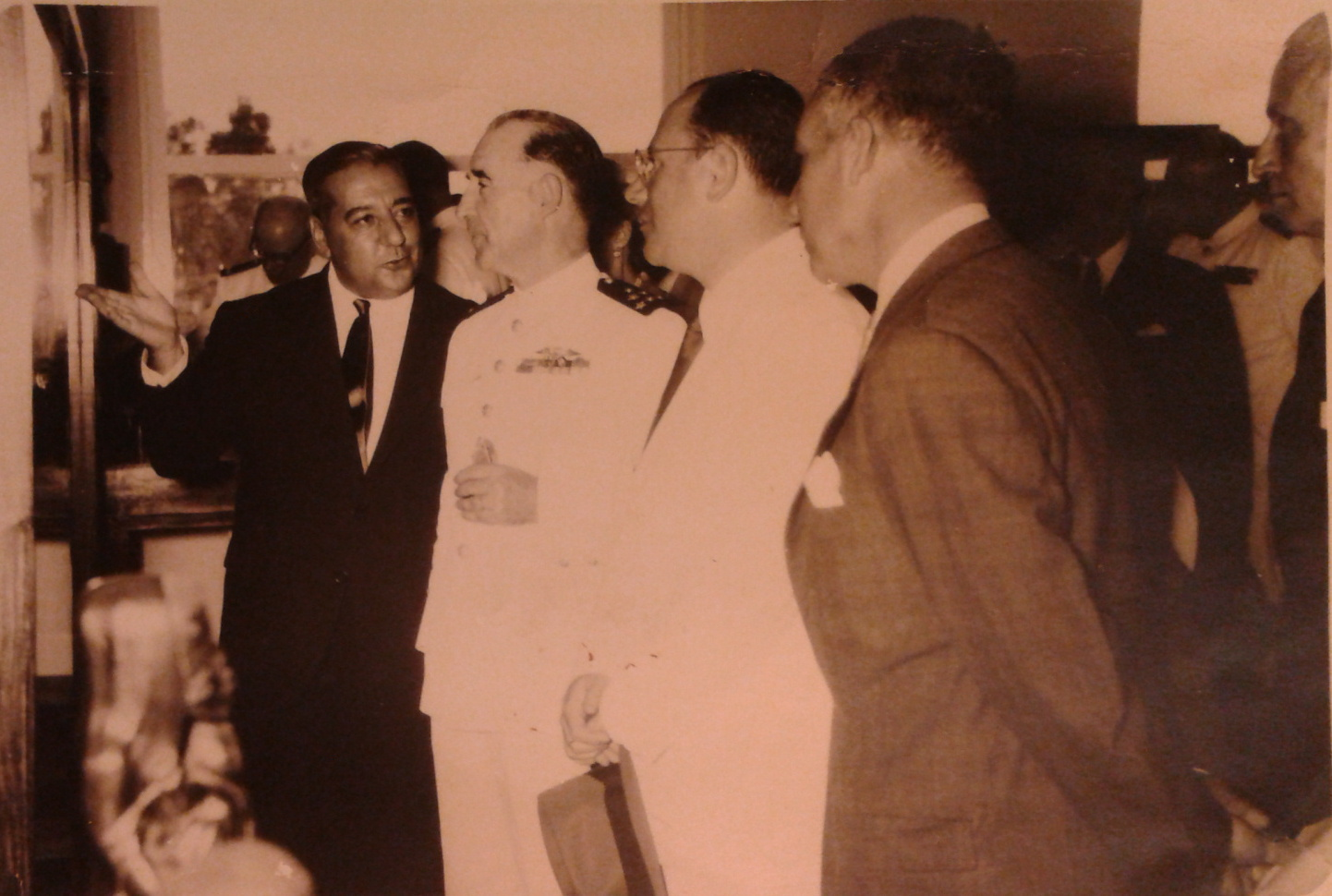
Inauguració del museu amb Soares de Castro, Craveiro Lopes i Raul Ventura

Va ser inaugurat el 23 d'agost de 1956 pel general Craveiro Lopes amb el nom de "Museu Comandante Eugénio Ferreira de Almeida", en un edifici que va ser projecte de l'arquitecte Mário Oliveira.
El principal impulsor del museu va ser l'etnògraf Soares de Castro, que aconseguí mobilitzar als governants locals per a la realització del projecte.
En la fase colonial el museu tenia seccions, d'història, arqueologia i numismàtica, entre d'altres. En 1993 va ser transformat en museu nacional amb una vocació especialment etnogràfica.

## Col·lecció
El museu té una vasta col·lecció d'artefactes i objectes que representen la vida quotidiana i la cultura del nord de Moçambic, com a armes de caça, xarxes de pesca, un petit dhow, instruments musicals, art maconde etc.

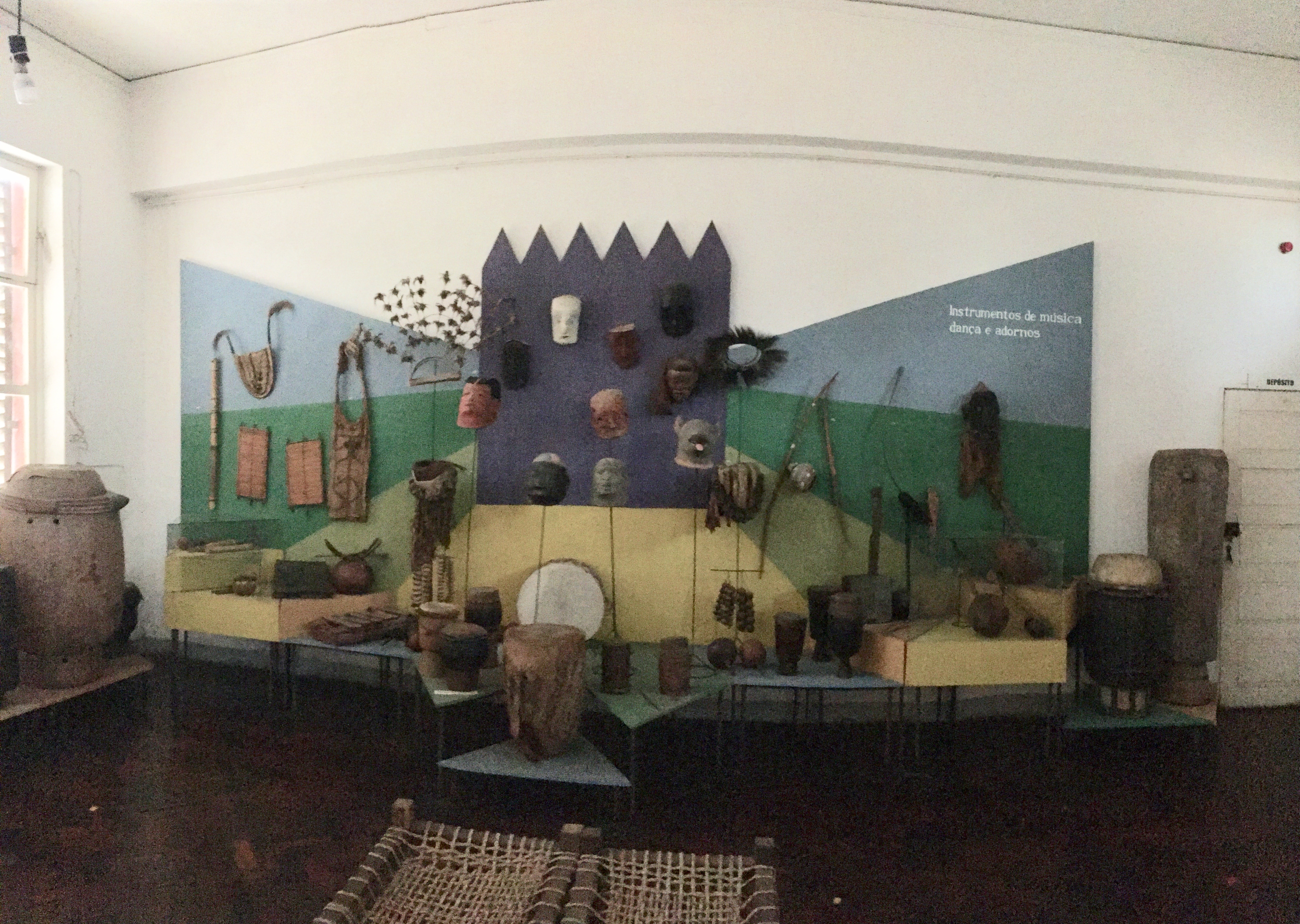
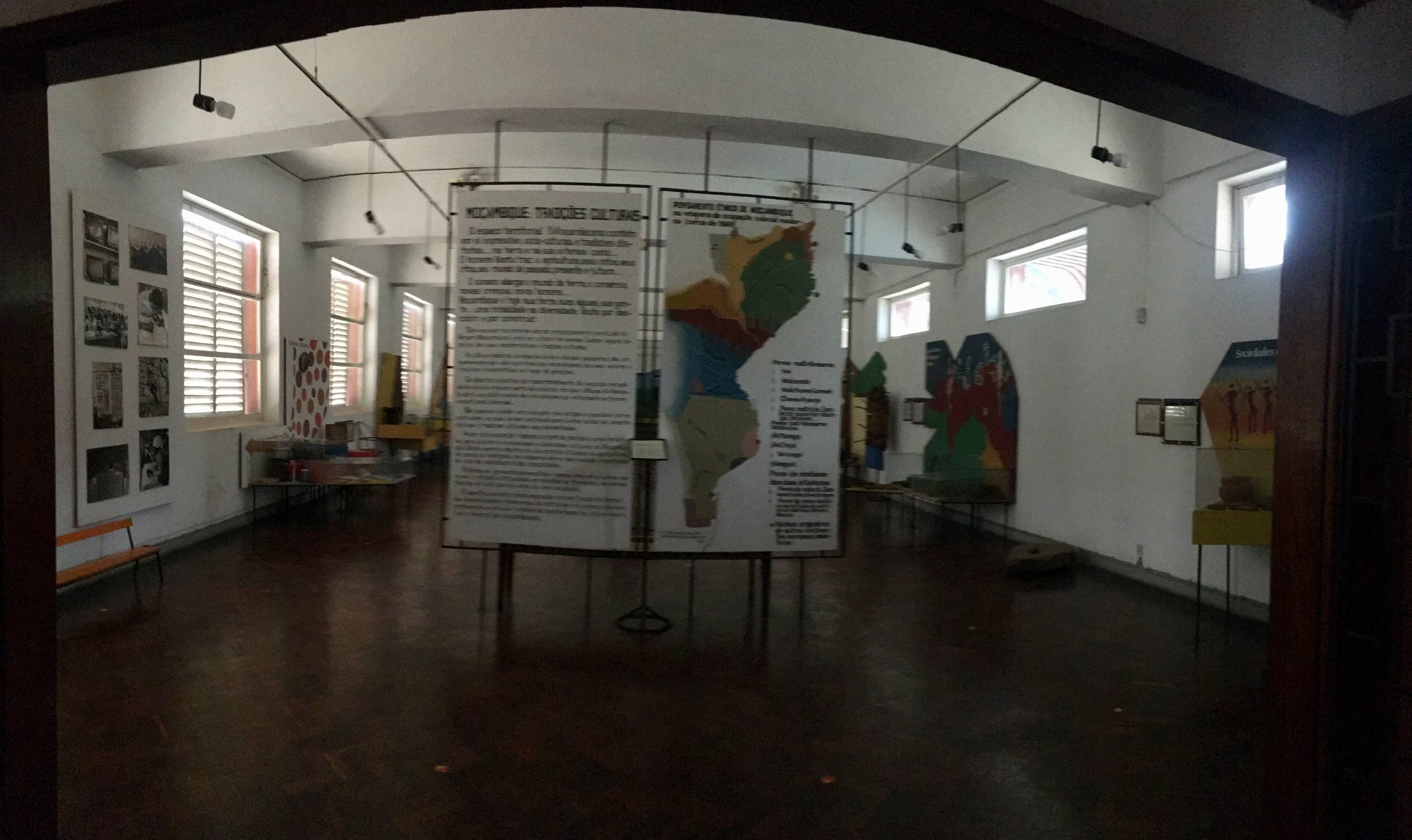
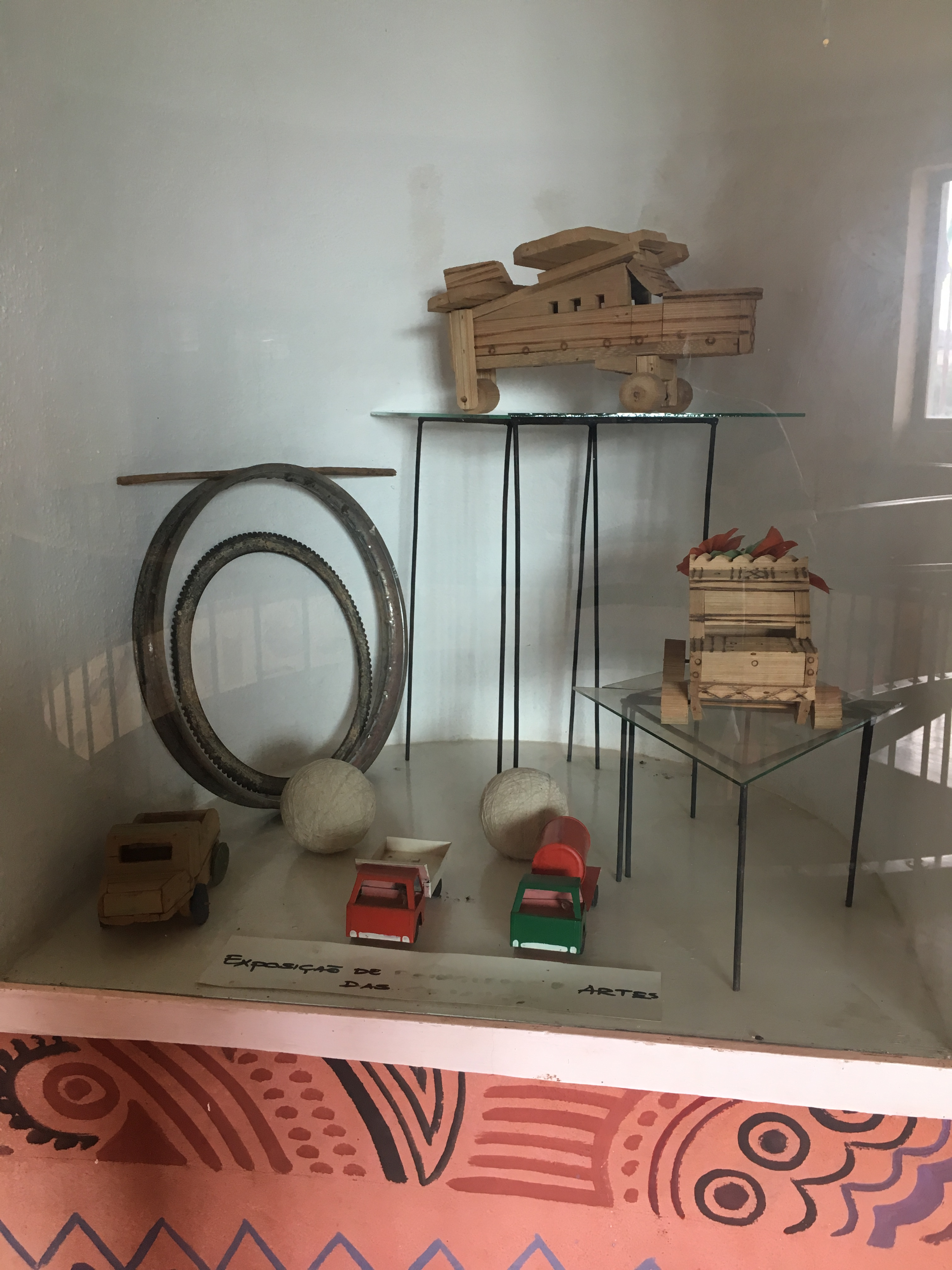
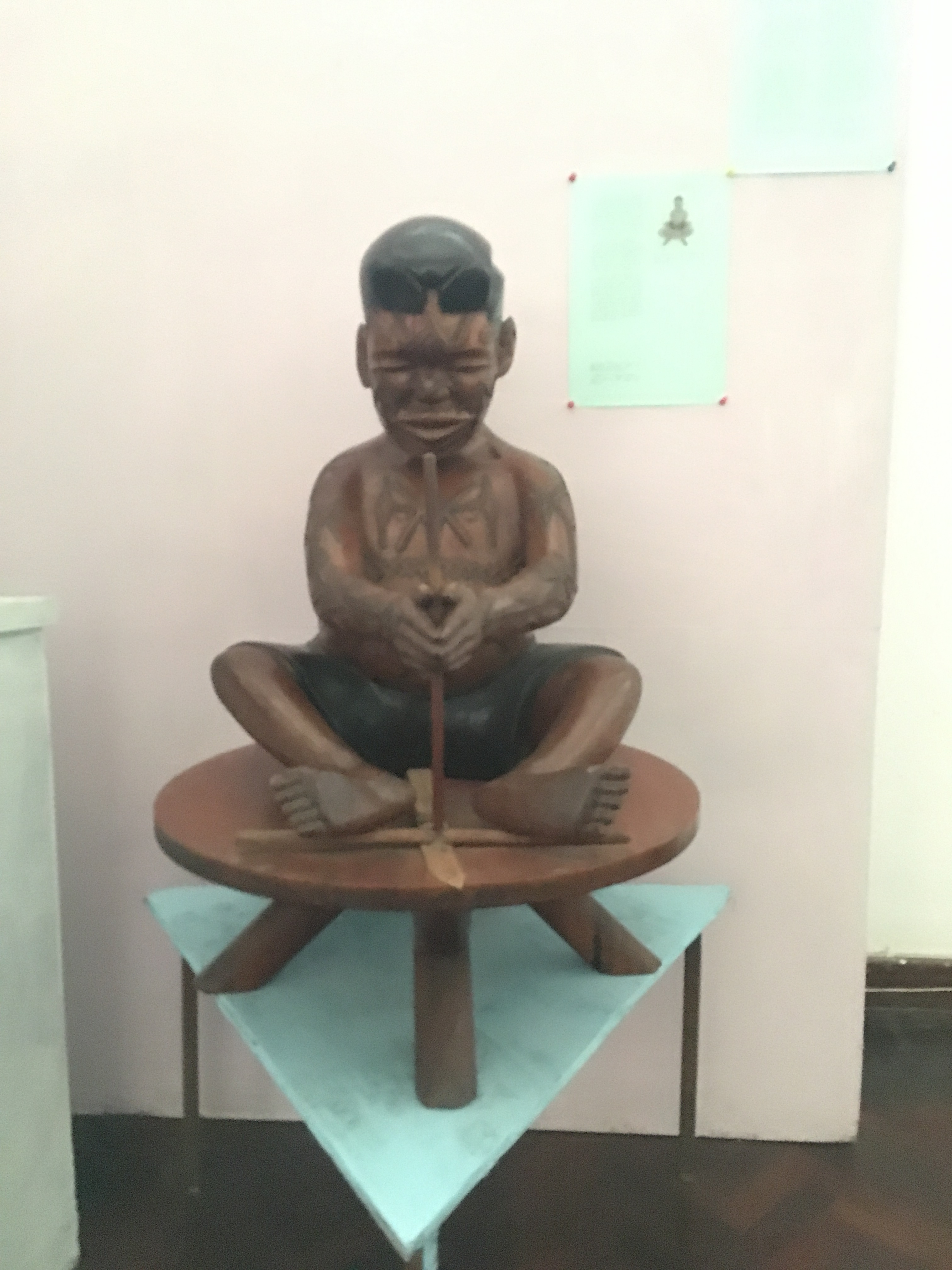
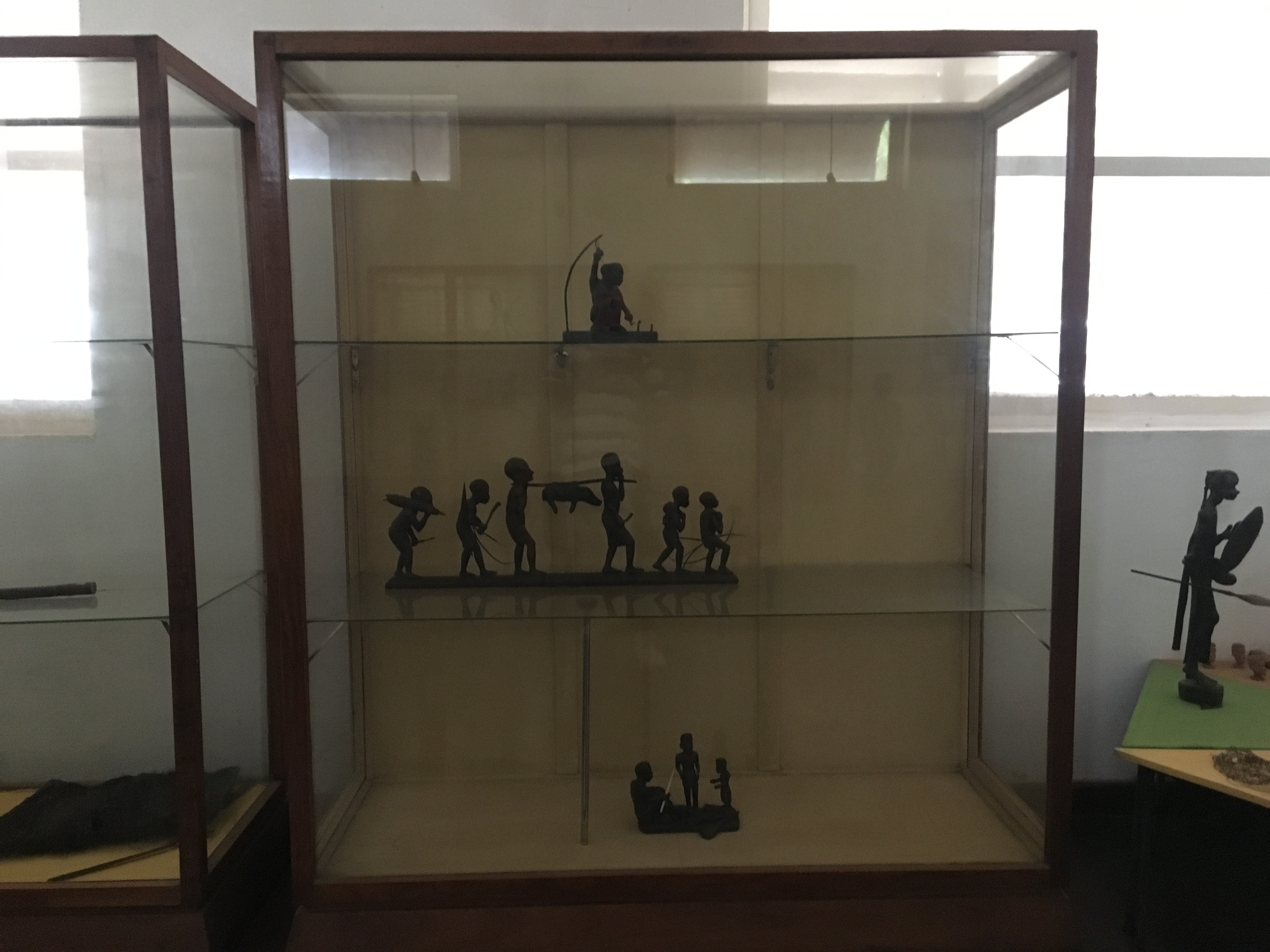
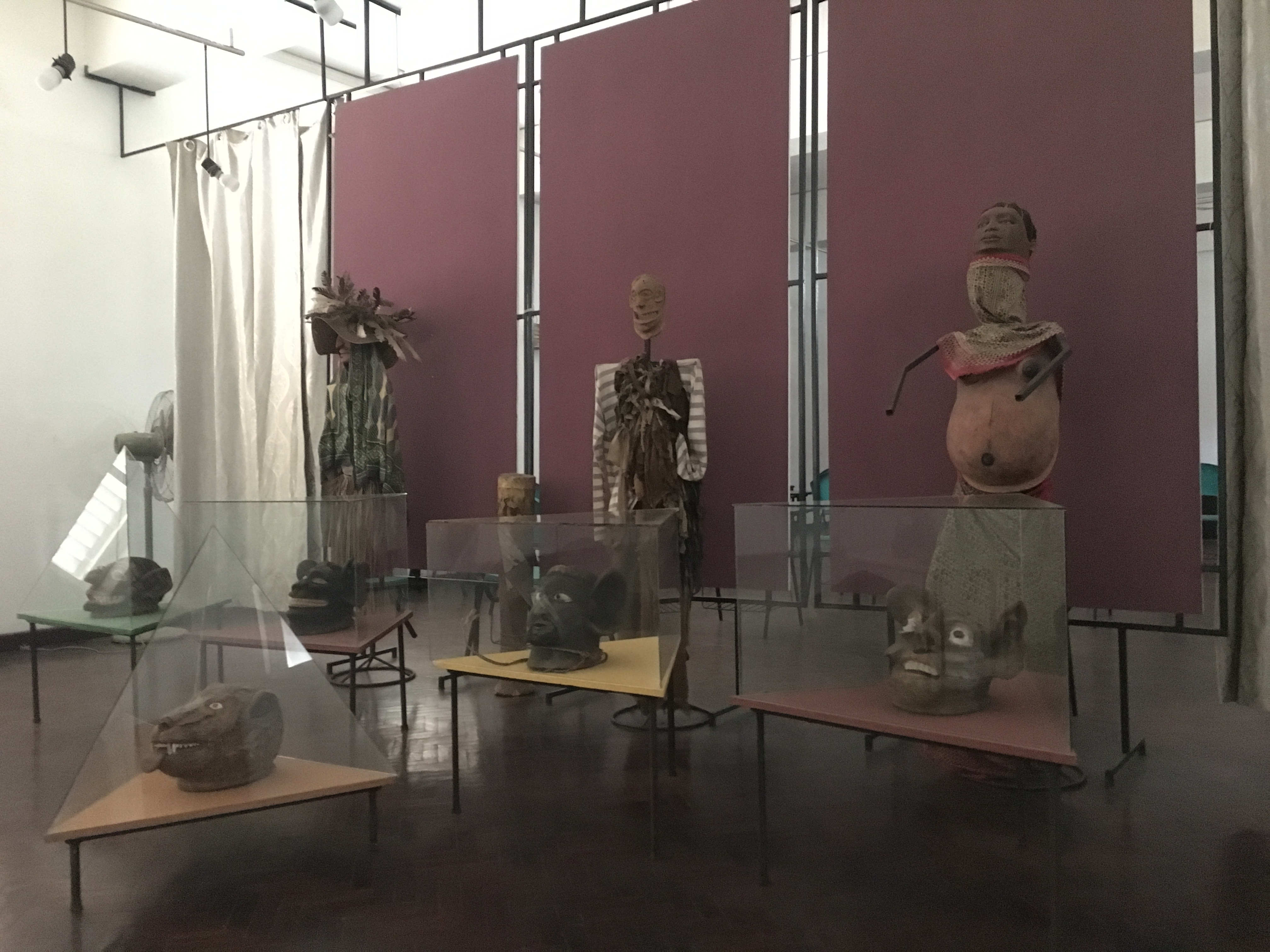
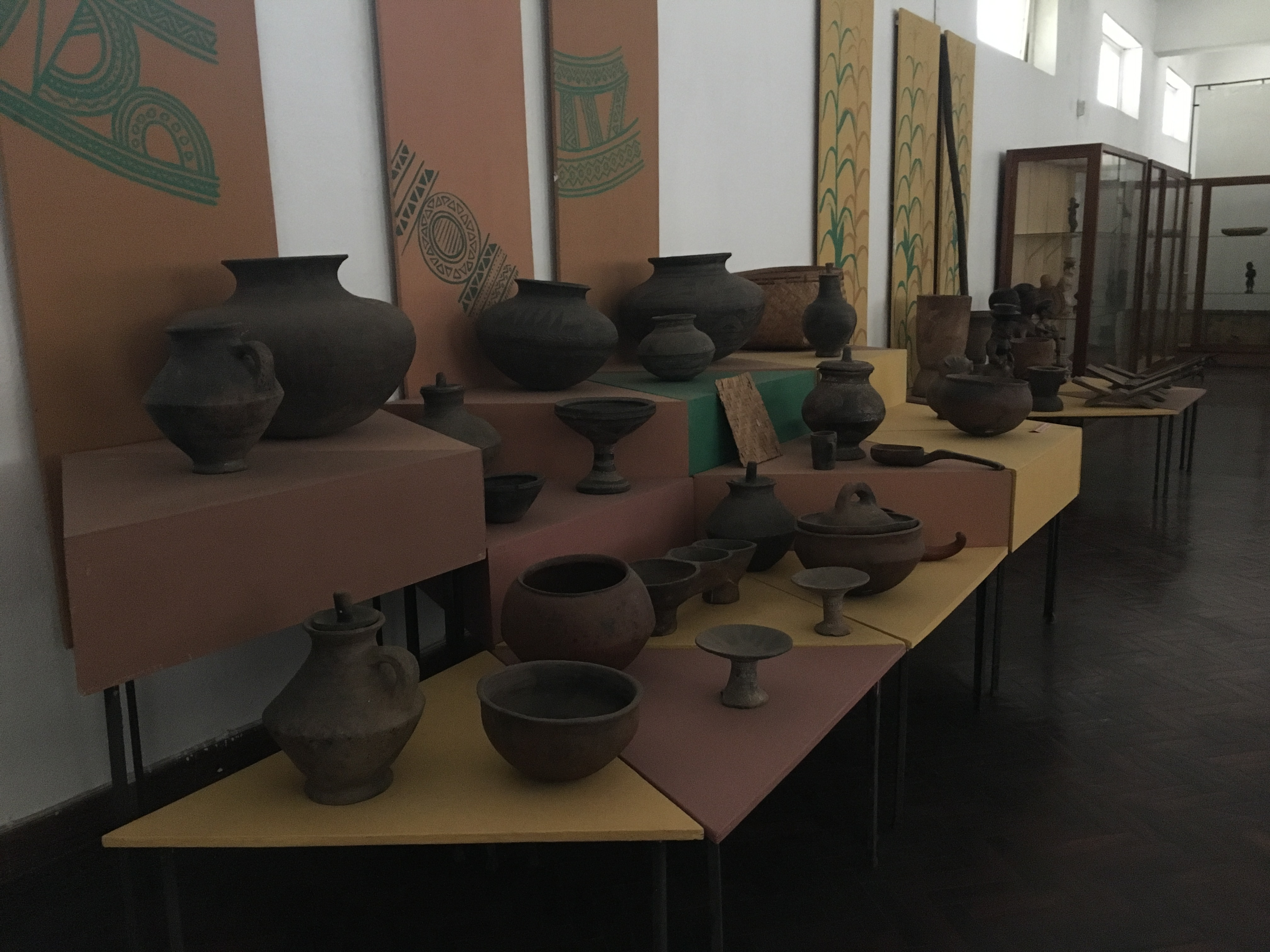